# Cinéma Alhambra (Istanbul)
 (juillet 2025).
Si vous disposez d'ouvrages ou d'articles de référence ou si vous connaissez des sites web de qualité traitant du thème abordé ici, merci de compléter l'article en donnant les références utiles à sa vérifiabilité et en les liant à la section « Notes et références ».
 (octobre 2023).
Pour les articles homonymes, voir Alhambra.
Le cinéma Alhambra est une ancienne salle de cinéma et un théâtre historique situé à Istanbul. Il est le plus ancien théâtre d'Istanbul préservant sa forme originale.

## Histoire
Après que le bâtiment appelé "Théâtre français", situé au numéro 320 de l'avenue Istiklal, (anciennement connue sous le nom de Grande Rue de Péra), ait été réduit en cendres dans un  incendie en 1831, le bâtiment a été remplacé par un nouveau et magnifique bâtiment construit par un Italien (Giustiniani). Le bâtiment a été reconstruit en théâtre. L'édifice, composé de 26 pavillons pour huit personnes chacun et décoré de dorures, de sièges en cuir aux premiers rangs et d'un plafond en forme de dôme, était connu sous le nom de Crystal Palace, mais lorsqu'il ne fut plus rentable, il changea de mains et fut utilisé comme magasin de tapis et de meubles pendant un certain temps. Avec l'achat du bâtiment par Arapzade Sait Bey, il devint le cinéma Alhambra en 1923,.
Le bâtiment changea de nouveau de mains en 1936 et fut baptisé Sakarya Cinema. En 1944, la salle de cinéma, où les films étaient projetés sous le nom d'Alhambra, fut à nouveau transformée en salle de théâtre : Gülriz Sururi - le Théâtre Engin Cezzar et le Théâtre d'Istanbul dirigés par Toto Karaca ont joué de nombreuses pièces à l'Alhambra.
Le bâtiment, reconverti en salle de cinéma en 1976 et diffusant des films X, a de nouveau été touché par un incendie le 15 février 1999, le rendant inutilisable. L'intérieur reconstruit a ensuite rouvert comme discothèque.
Le cinéma Alhambra présente des caractéristiques telles qu'Atatürk regardant le film deux fois, a félicité Muhsin Ertuğrul, jouant le premier film sonore turc, Dans les rues d'Istanbul.